# .biz
.biz is een generiek topleveldomein (gTLD) van domeinen die door bedrijven gebruikt worden. De naam is een fonetische spelling van de eerste lettergreep van business (handel). Het is ingevoerd om meer .com-domeinen vrij te houden en omdat gevraagde .com-domeinen soms al gebruikt werden door andere bedrijven. Er zijn geen specifieke wettelijke of geografische regels waaraan voldaan moet worden om een .biz-domeinnaam te registreren. Er is wel een voorwaarde: het moet voor commercieel gebruik zijn en niet voor persoonlijke zaken of cybersquatting. De gebruikelijke wettelijke middelen voor handelsmerkovertredingen zijn van toepassing. Het is in het leven geroepen in 2001 samen met andere nieuwe topleveldomeinen die goedgekeurd werden door ICANN na de 'interesse-explosie' voor internet in de jaren 90. Het wordt onderhouden door Neustar Registry Services, voorheen Neulevel geheten.
In tegenstelling tot andere top-level-domeinen zoals .info werden .biz-domeinen niet automatisch toegewezen aan de eerste inschrijver; potentiële registranten moesten eerst een procedure doorlopen waarin getoetst werd of zij grotere aanspraak konden maken op een domeinnaam dan eventuele medebelangstellenden. Deze procedure stond bekend als de "STOP" (Startup Trademark Opposition Policy) procedure. Een aantal domeinen werd succesvol verworven door handelsmerkeigenaren dankzij dit beleid. Er waren ook controversiële zaken waarbij algemene woorden geregistreerd werden die gebaseerd waren op bestaande handelsmerken. Dit wordt "reserve hijacking" genoemd.
Alhoewel het top-level-domein .biz bedoeld was als een beperkt top-level-domein gericht op bedrijven, is het in werkelijkheid een niet-beperkt topleveldomein dat openstaat voor iedereen. Er is geen handhavingsmechanisme, het is in theorie voor iedereen mogelijk om een .biz-domein te registreren.
Ondanks dat er toch al wat .biz-registraties bestaan, is het topleveldomein niet zo bekend bij het grote publiek. Aanvankelijk was het topleveldomein vooral populair bij oplichters en criminelen en werd het daarom soms geschuwd door gebruikers.
Registraties worden uitgevoerd via aangewezen registrars.